# Landtagsabgeordneter
Ein Landtagsabgeordneter ist ein Mitglied (Abgeordneter) eines Landesparlaments.

## Deutschland
Die offizielle Bezeichnung für einen Abgeordneten in einem Landesparlament eines deutschen Bundeslandes bzw. historisch in einem Landtag der Weimarer Republik lautet „Mitglied des Landtages“; als Mandatskürzel wird „MdL“ geführt. In den drei Stadtstaaten sind die Bezeichnungen davon abweichend. Die Mitglieder des Abgeordnetenhauses von Berlin werden „Abgeordnete“ genannt und führen als Mandatskürzel „MdA“. Die Abgeordneten in der Bremischen Bürgerschaft führen das Mandatskürzel "MdBB", Mitglieder in der Hamburgischen Bürgerschaft als „Mitglied der Hamburgischen Bürgerschaft“ das Mandatskürzel „MdHB“; sie werden verkürzt auch als Bürgerschaftsabgeordnete bezeichnet.

## Österreich
Für einen Mandatar im Landtag eines österreichischen Bundeslandes ist die Bezeichnung „Landtagsabgeordneter (LAbg.)“ gebräuchlich.

### Verfassungsrechtlicher Status
Die Landtagsabgeordneten genießen gemäß Art. 96 Abs. 1 in Verbindung mit Art. 57 des Bundes-Verfassungsgesetzes die gleiche Indemnität und Immunität wie die Abgeordneten des Nationalrates.
Darüber hinaus wird der (verfassungs)rechtliche Status der Landtagsabgeordneten durch die Landesverfassung, Landesgesetze und die Geschäftsordnung des Landtages des jeweiligen Bundeslandes geregelt.

## Liechtenstein
Siehe Kategorie:Landtagsabgeordneter (Liechtenstein)

## Südtirol
Siehe Kategorie:Landtagsabgeordneter (Südtirol)